# Grupo Misto de Inteligência para Pesquisa de Ameaça

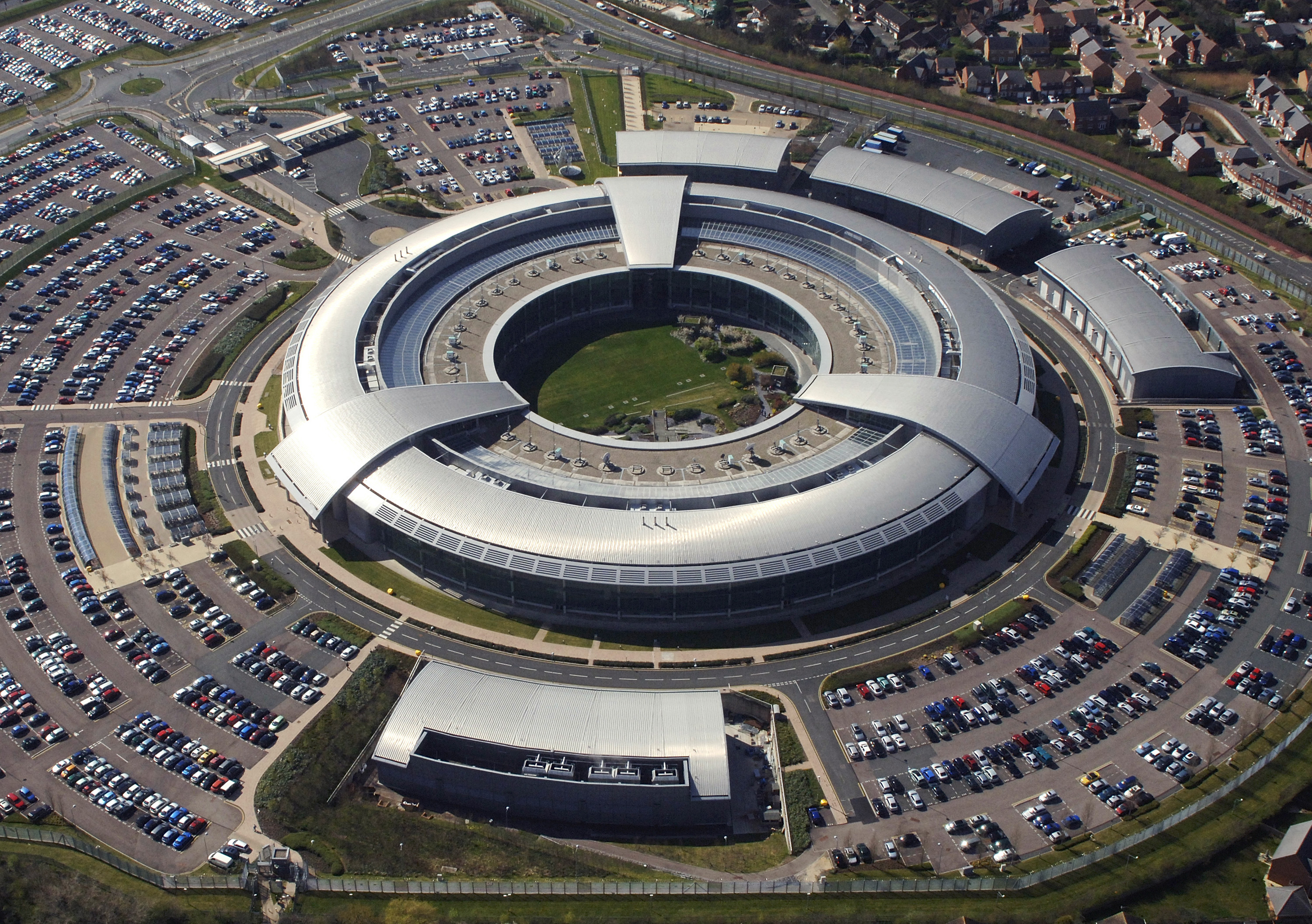
Government Communications Headquarters, (CGHQ), Sede, UK

Grupo Misto de Inteligência para Pesquisa de Ameaça (em inglês: Joint Threat Research Intelligence Group, JTRIG) é uma unidade do GCHQ, a agência de inteligência britânica, operando em conjunto com os chamados Cinco Olhos (a Austrália, o Canadá, a Nova Zelândia, o Reino Unido e os Estados Unidos). Executa atividades variadas para atingir seus alvos e veio à público como parte das revelações de Edward Snowden. O CGHQ chama as atividades do JTRIG de "Campanhas EFFECTS".

## Missão
Em documentos de uma apresentação sobre as atividades do grupo, um dos slides mostra sua missão:
"Destruir, Negar, Degradar, Difamar"
Os considerados inimigos se tornam alvo das atividades da unidade e as metas acima são buscadas através de diversos meios entre eles a criação de desinformação, interferindo e impedindo o alvo de manter suas comunicações etc.
O escopo da missão da JTRIG inclui portanto, o uso de "truques sujos" para "destruir, negar, degradar, perturbar e desacreditar ou fazer com que sejam desacreditados" os indivíduos alvos das operações ou seja, utilizando perseguição de gangues.

## Operações
In 2011, o JTRIG conduziu um ataque do tipo DOS contra o grupo ativista Anonymous.
A existência do Grupo Misto de Inteligência para Pesquisa de Ameaça foi revelada no final de 2013. A unidade faz parte dos projetos do sistema de Vigilância global cuja existência foi exposta através de documentos vazados por Edward Snowden.
Os documentos mostram que os espiões britânicos desenvolveram os chamados "truques sujos" para uso contra líderes de nações, contra hackers, contra jornalistas, grupos terroristas, criminosos, suspeitos traficantes de armas e qualquer indivíduo que seja escolhido como alvo. Os "truques sujos" incluem mas não se limitam à:
- liberação de vírus para ataque ao computador do indivíduo-alvo
- espionar jornalistas e diplomatas
- congestionar o telefone e o computador do alvo com intrusões e chamadas contínuas[14]
- uso de sexo como isca para encurralar o indivíduo por meio de armadilha sexual, em inglês "Honey trapping".[15][16][17][18] - utilizando táticas que que se parecem com uma versão do namoro pela Internet e pode incluir encontros físicos. O alvo é atraído para ir em algum site na internet, ou a um local físico. O objetivo, de acordo com a apresentação, é levar o alvo a realizar atividades que possam ser usadas posteriormente para  difamar e desacreditar o alvo usando fotos incriminantes, chantagem etc..[8][12][13]

## Campanhas EFFECTs
Os documentos das apresentações de Power Point, são marcados como confidenciais e para conhecimento e uso apenas dos  membros do chamado Cinco Olhos: a Austrália, o Canadá, a Nova Zelândia, o Reino Unido e os Estados Unidos da América, que são denominados Os Cinco Olhos (The Five Eyes, em inglês)
Segundo os documentos as "campanhas EFFECTS", como são chamadas as atividades da unidade se dividem, de maneira geral, em duas categorias: ataques cibernéticos e operações de propaganda, sendo que cada categoria abrange inúmeras atividades. Seguem algumas:
- ataques cibernéticos - ataques à redes de computadores e à computadores individualmente, através do uso de softwares criados para causar danos, hacking, etc...
- Operações de propaganda - os agentes criam e divulgam informações falsas e enganosas, distribuem falsas mensages e criam estórias que são espalhadas através de Twitter, Flickr, Facebook e YouTube, além da criação de sockpuppets e uso de táticas dirigidas a afetar psicologicamente o alvo.[19][20]
- bandeira falsa - as "campanhas EEFECTS", incluem o uso de operações de bandeira falsa, em que os agentes britânicos realizam ações Online criadas de maneira a parecer que foram realizadas por um dos adversários da Grã-Bretanha.
- Operação Real Concierge - o grupo criou e executa a operação que explora reservas de hotel a nível mundial, rastreando reservas de diplomatas estrangeiros ou outros indivíduos alvos de vigelância e espionagem. O sistema que rastrea as reservas de hotel envia alertas diários para os analistas que trabalham espionando tais alvos. A apresentação explica que "O governo britânico usa o programa para tentar enviar seu ataque usando "hotéis amigáveis" à coleta de inteligência, e onde os alvos podem ser monitorados eletronicamente ou pessoalmente por agentes britânicos.
O jornal alemão Der Spiegel revelou que, até 2012, os espiões britânicos haviam monitorado reservas de no mínimo 350 hotéis de luxo ao redor do mundo por mais de três anos, pesquisando e analisando as reservas para encontrar diplomatas e funcionários de governos.[21][22]
- Operação para recrutar jornalistas - os documentos mostram que jornalistas estrangeiros são procurados com a perspectiva de que possam ser recrutados para atuar como agentes de influência,[23][24] ou mesmo apenas como porta vozes[25] para serem usados para espalhar notícias fabricadas que atendam aos interesses dos membros das agências envolvidas, ou para entrevistar alvos coletando informações ou para executar outras atividades semelhantes. o grupo usa também Blogs e Sites criados especificamente para espalhar notícias e informações falsas.[26][27][28]O resultado de tais atividades é a quebra da confiança necessária aos usuários da Internet para usar a rede para as diversas atividades que promovem e desenvolvem o bem estar comum e a comunicação entre os povos de vários locais e culturas.

## Revelação das atividades da unidade
Os documentos revelados por Edward Snowden foram publicados pelo The Intercept e pela NBC em fevereiro de 2014. Em 17 de novembro de 2013 foram publicados pelo Der Spiegel.

## Galeria de imagens

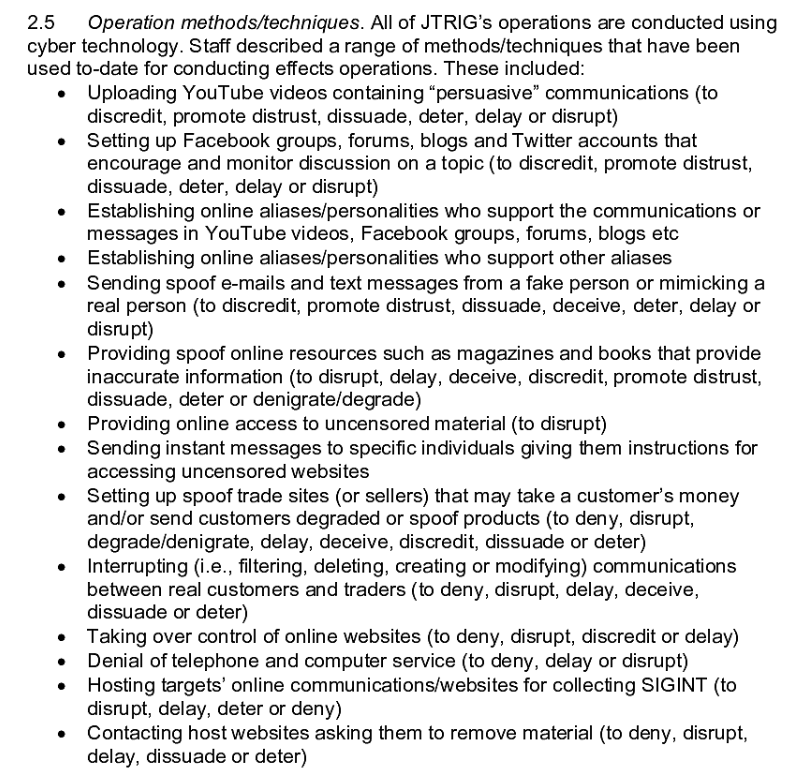
Extrato de um relatório de 2011 sobre as atividades do JTRIG, listando as “técnicas cibernéticas” utilizadas
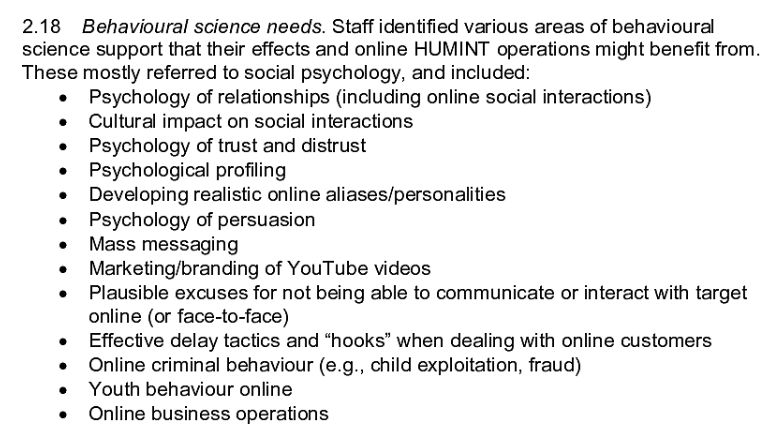
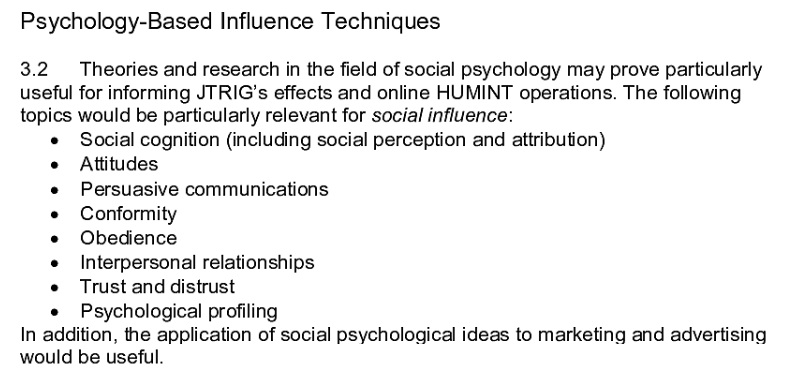
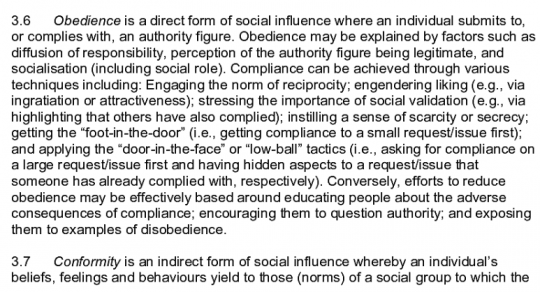